# Санта-Марія-де-Вальверде (Самора)
Санта-Марія-де-Вальверде (ісп. Santa María de Valverde) — муніципалітет в Іспанії, у складі автономної спільноти Кастилія-і-Леон, у провінції Самора. Населення — 85 осіб (2010).
Муніципалітет розташований на відстані близько 250 км на північний захід від Мадрида, 50 км на північ від Самори.

## Демографія
Динаміка населення (INE ):